# Gonzalo Díaz
Gonzalo Díaz (Fray Bentos, 14 aprile 1966) è un ex calciatore uruguaiano, di ruolo difensore.

## Carriera

### Club
Dal 1986 al 1991 ha giocato nel Montevideo Wanderers.

### Nazionale
Con la Nazionale uruguaiana ha vinto la Copa América 1987.

## Palmarès
- Coppa America: 1

1987